# Кафедральная базилика Нуэстра-Сеньора-де-ла-Пас
Кафедральная базилика Нуэстра-Сеньора-де-ла-Пас (исп. Catedral basílica de Nuestra Señora de La Paz; Кафедральная базилика Богородицы мира) — католический кафедральный собор и малая базилика в Ла-Пасе (Боливия). Расположен на Пласа-Мурильо рядом с официальной резиденцией президента Боливии Дворцом Кемадо. Построен в 1835 году в неоклассическом стиле с элементами барокко. Интерьер базилики распределён на 5 нефов . В строительстве и проектировании храма принимал участие швейцарский архитектор Антонио Кампоново.

## Архитектура
Собор представляет собой фасад из двух корпусов и пяти нефов с входной дверью для каждого. Центральный вход и окно окружены 3 коринфскими колоннами с каждой стороны. На фасаде есть несколько коринфских колонн и орнаменты, напоминающие греко-римские. Большой металлический купол и два меньших, также металлических, венчают башни. Главный алтарь, лестница и основание хора были выполнены из мрамора, привезенного из Италии, с бронзовыми горельефами и инкрустациями. Под зданием расположены обширные склепы, занимающие два гектара, которые в настоящее время в основном засыпаны песком.

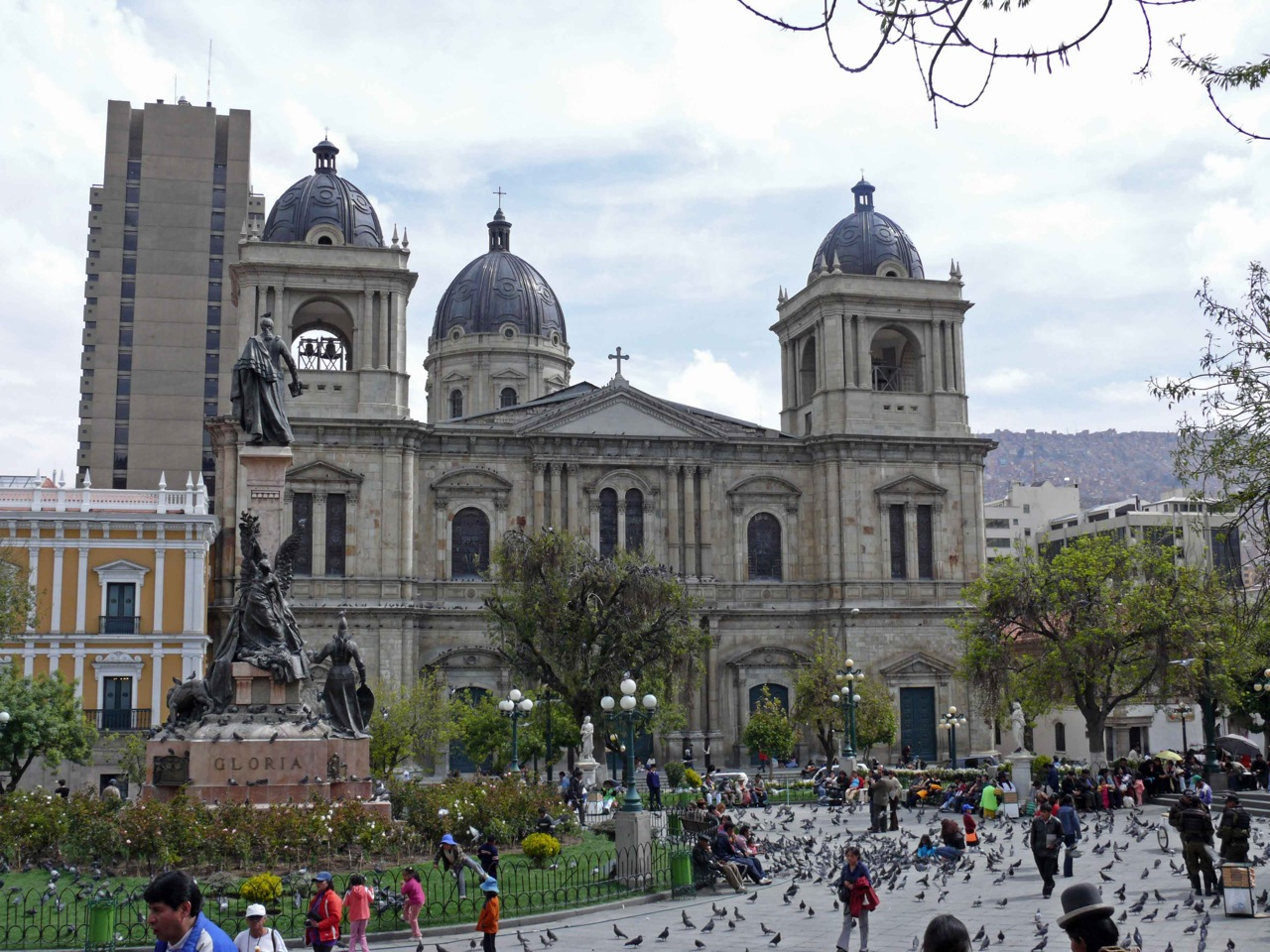
Пласа-Мурильо и Кафедральный собор
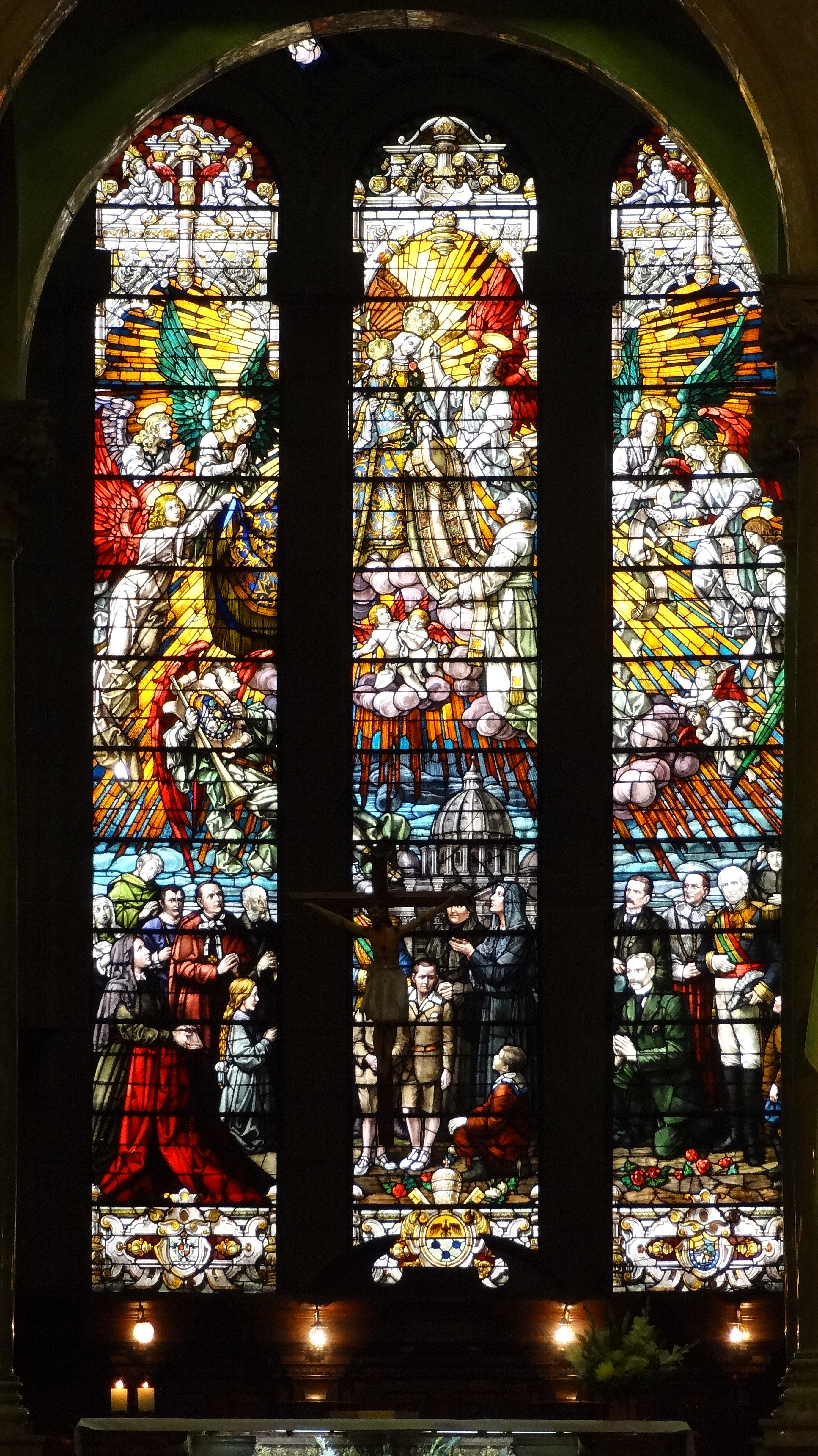
Витражи
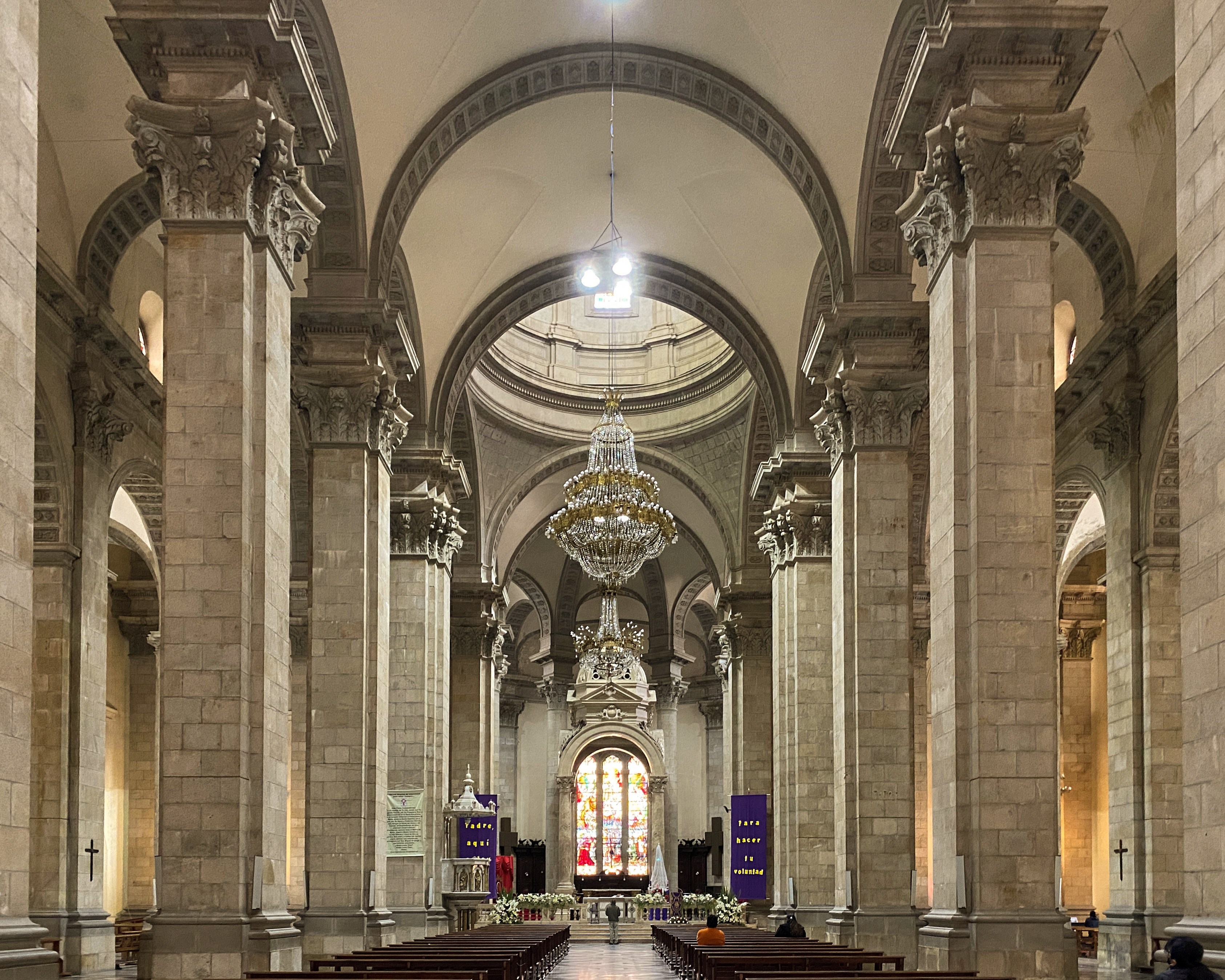
Главный алтарь

## История
Первый собор в Ла-Пасе был завершён в 1692 году после 70 лет строительства. Первое сооружение было построено из камня, извести и кирпича. В 1831 году было решено снести его из-за обрушения пресвитерия и нескольких трещин, которые угрожали его целостности. Строительство нынешнего собора началось 24 марта 1835 года. В 1925 году собор был открыт в рамках празднования столетия со дня основания Республики Боливия. Внутреннее убранство продолжалось до 1932 года. В 1989 году были торжественно открыты две боковые башни, что совпало с визитом папы Иоанна Павла II.

## Кафедральный музей
Музей при храме включает широкую коллекцию предметов искусства различных эпох.

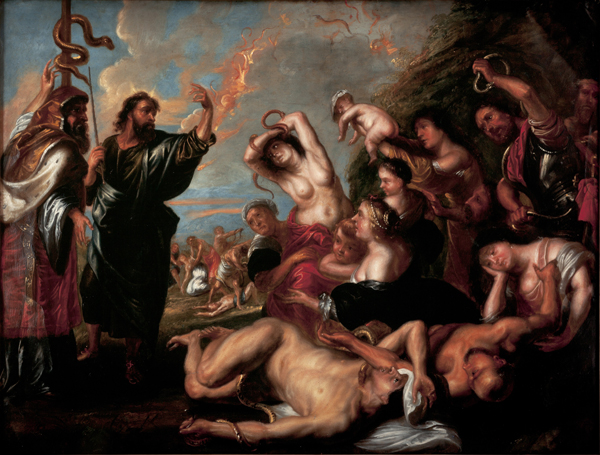
Неизвестный художник, конец XVII века.
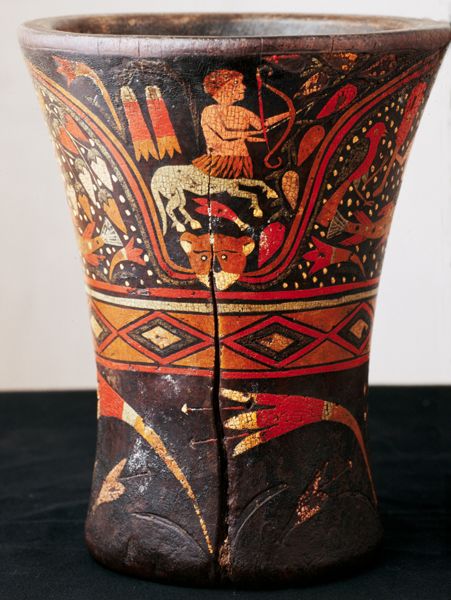
Ваза «Кентавр и ягуар»